# Filip Struski
Filip Aleksander Struski (ur. 23 czerwca 1994 w Chełmnie) – polski koszykarz występujący na pozycjach niskiego lub silnego skrzydłowego, obecnie zawodnik Muszynianki Domelo Sokoła Łańcut.
24 czerwca 2018 został zawodnikiem Polpharmy Starogard Gdański.
12 lipca 2019 po raz kolejny w karierze dołączył do Biofarmu Basket Poznań.
29 czerwca 2020 zawarł dwuletnią umowę z Kotwicą Kołobrzeg. 31 lipca 2021 dołączył do Rawlplug Sokoła Łańcut.

## Osiągnięcia
Stan na 25 września 2022, na podstawie, o ile nie zaznaczono inaczej.
Drużynowe
- Mistrz
  - I ligi (2022 – awans do EBL)[7]
  - Polski:
    - juniorów (2012)
    - kadetów (2010)

Indywidualne
- Zaliczony do I składu I ligi (2018)[8]

Reprezentacja
- Uczestnik mistrzostw Europy:
  - U–20 (2014 – 9. miejsce)
  - U–18 (2012 – 16. miejsce)
  - U–16 (2010 – 11. miejsce)